# Berta Savojská
Berta Savojská (21. září 1051 – 27. prosince 1087), také zvaná Berta Turínská, byla jako první manželka císaře Jindřicha IV. od roku 1066 německou královnou a od roku 1084 do roku 1087 císařovnou Svaté říše římské.

## Život
Berta byla dcerou Oty I. Savojského a jeho manželky Adély. S Jindřichem byla zasnoubena již v dětském věku, 25. prosince 1055 v Curychu, ještě za života jeho otce Jindřicha III. Svatba se odehrála 13. července 1066 v Treburu. Podle saského kronikáře Bruna byla Berta půvabná ušlechtilá žena, ale Jindřich k ní žádné city nechoval, protože svatba neproběhla z jeho svobodné vůle. Vedle své manželky prý měl dvě nebo tři konkubíny a i tak si nechal do své ložnice vodit další dívky a ženy. Svou manželku prý nevídal více, než bylo nezbytně nutné.
V roce 1069 Jindřich zahájil proceduru rozvodu. Důvod, který uvedl, byl na tu dobu nezvykle upřímný.
| „                    | Král veřejně (před pány) prohlásil, že vztah s jeho manželkou nebyl dobrý; po dlouhou dobu ostatní klamal, ale nyní to už dělat nechce. Nemůže ji obvinit z ničeho, co by rozvod ospravedlnilo, ale už není schopen dále snášet manželský svazek s ní. Požádal pány, aby ho zprostili manželského závazku uzavřeného pod špatným znamením… aby tak mohla být otevřena cesta ke šťastnějšímu manželství. Nikdo nevznesl námitku a on pak přísahal, že je taková, jak ji obdržel, neposkvrněná a s nedotčeným panenstvím… | “ |
| — Bruno z Merseburgu | |   |

Papež Alexandr II. rozvod zamítl a Jindřich se pak očividně podřídil svému osudu. Jeho první dcera se narodila rok po jeho pokusu o rozvod. Berta rovněž manžela doprovázala na jeho nebezpečné cestě do Canossy a vzala s sebou i tříletého syna Konráda. Společně s manželem byla mezi 25. a 28. lednem 1077 v ledové vodě před hradními zdmi, když se tak Jindřich snažil dosáhnout řešení svého sporu s papežem. Po Jindřichově boku také byla 31. března 1084 korunována císařovnou. Zemřela 27. prosince 1087 v Mohuči.

## Potomci
- Adéla (1070–1079)
- Jindřich (1071–1071)
- Agnes z Waiblingenu (1072/73–1143)
- Konrád Francký (1074–1101), římskoněmecký a italský král
- Jindřich V. Sálský (1086–1125), římskoněmecký král a císař